# Takayuki Yoshida
Takayuki Yoshida (Hyogo, 14 maart 1977) is een Japans voetballer.

## Carrière
Takayuki Yoshida speelde tussen 1995 en 2007 voor Yokohama Flügels, Yokohama F. Marinos en Oita Trinita. Hij tekende in 2008 bij Vissel Kobe.